# Скаливатка
Скалива́тка — село в Україні, у Ватутінській міській громаді Звенигородського району Черкаської області. Скаливатка межує з селищем Єрки. На схід від села протікає річка Шполка. Дата заснування була приблизно визначена за датами поховання, вибитими на кам'яних хрестах на сільському кладовищі приблизно 1475—1500 рр.

## Історія
Село постраждало внаслідок геноциду українського народу, проведеного окупаційним урядом СРСР 1932—1933 та 1946–1947 роках.
1974 року було об'єднано з містом Ватутіне у єдину адміністративну одиницю. У 2020 році стало частиною Ватутінської міської громади (утворена в межах Ватутінської міської ради).

## Населення
За переписом населення України 2001 року в селі мешкало 818 осіб.

### Мовний склад
Рідна мова населення за даними перепису 2001 року:
| Мова       | Чисельність, осіб | Доля     |
| ---------- | ----------------- | -------- |
| Українська | 788               | 96,33 %  |
| Російська  | 30                | 3,67 %   |
| Разом      | 818               | 100,00 % |